# Christmas Time Is Here
"Christmas Time Is Here" é uma popular canção natalina composta por Vince Guaraldi e Lee Mendelson em 1965 para o especial de TV A Charlie Brown Christmas. Como a música se tornou um sucesso, duas versões foram incluídas na trilha-sonora do especial, uma versão instrumental, performada pelo Vince Guaraldi Trio, e uma versão com letra, cantada pelo coral das crianças da Igreja Episcopal de São Paulo em San Rafael, Califórnia.

## Versões Cover
"Christmas Time Is Here" é um clássico natalino, sendo regravado por vários artistas/bandas.
| Ano  |  | Artista(s)/Banda(s)                     | Álbum                                                     | Ref.   |
| ---- |  | --------------------------------------- | --------------------------------------------------------- | ------ |
| 1982 |  | Ron Escheté                             | Christmas Impressions                                     |        |
| 1983 |  | David Benoit                            | Christmastime                                             |        |
| 1989 |  | Debby Boone                             |                                                           |        |
| 1989 |  | Patti Austin                            |                                                           |        |
| 1992 |  | Mel Tormé                               | Christmas Songs                                           | [ 3 ]  |
| 1994 |  | Stone Temple Pilots                     |                                                           |        |
| 1996 |  | David Benoit (featuring Michael Franks) | Remembering Christmas                                     | [ 4 ]  |
| 1996 |  | Rosemary Clooney                        | White Christmas                                           | [ 5 ]  |
| 1997 |  | Melissa Manchester                      | Joy                                                       | [ 6 ]  |
| 1997 |  | Steve Vai                               | Merry Axemas: A Guitar Christmas                          | [ 7 ]  |
| 1998 |  | Chicago                                 | Chicago XXV: The Christmas Album                          | [ 8 ]  |
| 1998 |  | Kenny Loggins                           | December                                                  | [ 9 ]  |
| 1998 |  | Shawn Colvin                            | Holiday Songs and Lullabies                               | [ 10 ] |
| 1999 |  | Fourplay                                | Snowbound                                                 | [ 11 ] |
| 2000 |  | Cyrus Chestnut                          | A Charlie Brown Christmas                                 | [ 12 ] |
| 2001 |  | Nancy Wilson                            | A Nancy Wilson Christmas                                  | [ 13 ] |
| 2001 |  | Toni Braxton                            | Snowflakes                                                | [ 14 ] |
| 2002 |  | Johnny Mathis (with "Snowfall")         | The Christmas Album                                       | [ 15 ] |
| 2004 |  | Ivy                                     | Maybe This Christmas                                      | [ 16 ] |
| 2005 |  | Anita Baker                             | Christmas Fantasy                                         | [ 17 ] |
| 2005 |  | Diana Krall                             | Christmas Songs                                           | [ 18 ] |
| 2006 |  | Richard Cheese                          | Silent Nightclub                                          |        |
| 2006 |  | Sarah McLachlan (featuring Diana Krall) | Wintersong                                                | [ 19 ] |
| 2007 |  | Jars of Clay                            | Christmas Songs                                           | [ 20 ] |
| 2008 |  | Al Jarreau                              | Christmas                                                 | [ 21 ] |
| 2008 |  | Tony Bennett                            | A Swingin' Christmas (Featuring The Count Basie Big Band) | [ 22 ] |
| 2010 |  | Mariah Carey                            | Merry Christmas II You                                    | [ 23 ] |
| 2009 |  | A Fine Frenzy                           | Oh Blue Christmas                                         | [ 24 ] |
| 2009 |  | Straight No Chaser                      | Christmas Cheers                                          |        |
| 2010 |  | George Winston                          | Love Will Come: The Music of Vince Guaraldi, Volume 2     | [ 25 ] |
| 2010 |  | Take 6 (featuring Shelea Frazier)       | The Most Wonderful Time of the Year                       | [ 26 ] |
| 2013 |  | Canadian Brass                          | Christmas Time is Here                                    | [ 27 ] |
| 2015 |  | LeAnn Rimes                             | Today Is Christmas                                        | [ 28 ] |
| 2017 |  | Sam Sparro                              | Christmas in Blue (EP)                                    | [ 29 ] |